# 亨利·亨特
“演说家”亨利·亨特 (Henry "Orator" Hunt，1773年11月6日 – 1835年2月15日)，英国激进自由主义者和演说家、煽动家，曾作为劳工阶级激进自由主义的代表人物出现。在历史上，他作为一位演说家而闻名，曾是大宪章运动和彼得卢大屠杀的核心人物。他是英国历史上第一位提出要求妇女选举权的英国国会下议员，此外，他还反对保护英国农牧业绅士有产阶级的《谷物法》。

## 背景
亨利·亨特，1773年11月6日出生在英國威尔特郡的亚巴望，早年成为一名相当成功的农户。

## 政治生涯
亨特在拿破仑战争期间第一次接触到激进自由主义思想，随后成为弗朗西斯·伯德特的支持者。在布里斯托的国会选举时，他在公共演说上的惊人天赋很快展现出来，但他既不支持当时代表自由主义的辉格党也不支持代表保守主义的保皇派托利党，并自称激进民主主义者。在当时拿破仑战争刚刚结束的背景下，政治氛围十分紧张，因而普通庶民（非英国贵族）很难得以当选。如果不是他在政治和演说上有着惊人天赋的话，亨特不可能当选下议院议员。
他在务商的同时，在政治上与各方政治势力周旋，在有效性为原则的基础上倡议和推动英国政治的进步、改良和问责机制建立。1830年，他击败未来的首相第十四代德比伯爵爱德华·史密斯-斯坦利，被选为普雷斯顿选区的国会下议院议员，但在1833年再选时落选。作为劳工阶级权益的捍卫者--一个他用得越来越多的词--他既反对老辉格党也反对新辉格党，还反对1832年改革法案，因为他觉得这一改革法案没有足够力度地扩大选举权。他常常“只为工人们”作演讲，告诉他们要向权贵索取自己应有的权益。1832年他呈交了英国历史上第一份要求给予女性选举权的请愿书。但是在递交国会时，他接受到的是其他人下流的嘲讽和不掩饰的敌意。那一年他还递交了提请释放因渎神罪入狱的爱尔兰牧师约翰·沃德的请愿书。
在反对改革法案的数年中，他逐步组织了一个“大北方工会”来团结英格兰北部工业劳工阶级，促进民主改革。而正是在这一过程中宪章运动得以逐步成型诞生。

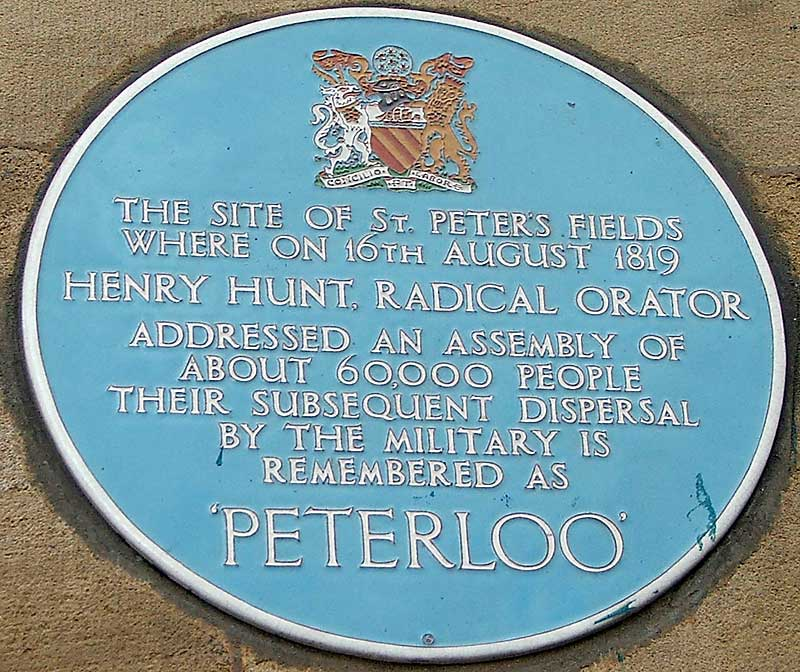
过去在在曼切斯特自由贸易厅上所挂之纪念彼得卢大屠杀的蓝色牌匾（2007年替换为红色）

## 链接
- Hansard 1803–2005: Henry Hunt在國會中的貢獻
- Henry Hunt的作品  - 古騰堡計劃
- 互联网档案馆中亨利·亨特的作品或与之相关的作品